# Ryūsuke Hamaguchi
Ryūsuke Hamaguchi (濱口 竜介 Hamaguchi Ryūsuke?, Kanagawa, 16 de diciembre de 1978) es un guionista y director japonés.

## Carrera
Después de graduarse en la Universidad de Tokio, Hamaguchi trabajó en el mundo de la publicidad durante unos años antes de entrar en el programa del Tokyo University of the Arts. Su película de graduación, Passion, fue seleccionada para la competición del Tokyo Filmex. Junto a Kō Sakai, realizó el documental sobre los supervivientes del Terremoto y tsunami de Japón de 2011, con Voices from the Waves entrando en la sección oficial del Yamagata International Documentary Film Festival de 2013, y Storytellers ganando el premio Sky Perfect IDEHA. Su primer film Happy Hour lo realizó mientras era artista residente en la KIITO Design y Creative Center de Kobe en 2013. La película surgió de un taller de actuación de improvisación que realizó para no profesionales. Muchos de los artistas intérpretes o ejecutantes de la película participaron en el taller. Las cuatro actrices principales recibieron ex-aequo el premio a la mejor actriz y Hamaguchi, el del mejor guion
en el Festival de Cine de Locarno. Hamaguchi también recibió el galardón del Premio Especial del Jurado del Japan Movie Critic Awards, así como también a la mejor ópera primera en la sección deGeijutsu Sensho de la Agency for Cultural Affairs ese mismo año.
Su segundo largometraje de ficción Asako I & II fue seleccionado para competir en la sección oficial de la Palma de Oro en el Festival Internacional de Cine de Cannes de 2018.
Su tercera película fue La ruleta de la fortuna y la fantasía que se estrenó en la 71°  edición del Festival Internacional de Cine de Berlín el 4 de marzo de 2021 y la que obtuvo Gran Premio del Jurado (Oso de Plata).
En una entrevista para la Filmmaker Magazine, Hamaguchi dijo: "Yo soy simplemente un cinéfilo, enamorado de las películas de Hollywood: Tarantino, Wong Kar-wai, la mini películas de teatro japonesas. Pero creo que el punto de inflexión más importante para convertirme en director fue ver a John Cassavetes".

## Filmografía
- Passion (2008)
- The Depths (2010)
- Touching the Skin of Eeriness (2013)
- Voices from the Waves (2013)
- Storytellers (2013)
- Happy Hour (2015)
- Asako I & II (2018)
- La ruleta de la fortuna y la fantasía (2021)
- Drive My Car (2021)
- El mal no existe (2023)

## Premios y nominaciones

### Premios Óscar
| Año  | Categoría                    | Título       | Resultado |
| ---- | ---------------------------- | ------------ | --------- |
| 2021 | Mejor director               | Drive My Car | Nominado  |
| 2021 | Mejor guion adaptado         | Drive My Car | Nominado  |
| 2021 | Mejor película internacional | Drive My Car | Ganador   |

### BAFTA
| Año  | Categoría                          | Título       | Resultado |
| ---- | ---------------------------------- | ------------ | --------- |
| 2021 | Mejor director                     | Drive My Car | Nominado  |
| 2021 | Mejor guion adaptado               | Drive My Car | Nominado  |
| 2021 | Mejor película de habla no inglesa | Drive My Car | Ganador   |